# Xysticus concretus
Xysticus concretus là một loài nhện trong họ Thomisidae.
Loài này thuộc chi Xysticus. Xysticus concretus được miêu tả năm 1968 bởi Utochkin.